# Ölands runinskrifter 3
Ölands runinskrifter 3 är ett nu försvunnet vikingatida runstensfragment i Resmo kyrka, Resmo socken och Mörbylånga kommun. Öl 3 är en parsten till Öl 4. Fragmentet fanns 1827 i tornrummet i kyrkan men efter det finns inga uppgifter om det.

## Inskriften
Translitterering av runraden:
[...iʀ · bryþr · litu · r-isa ... ...ftiʀ ...-----s--unilu...]
Normalisering till runsvenska:
[Þæ]iʀ brøðr letu r[æ]isa ... [æ]ftiʀ ...
Översättning till nusvenska:
Dessa bröder lät resa (stenarna) efter ...
Runföljden -unilu har av Bruce Nilsson lästs "sueinu" och tolkats "Svæinu", medan Söderberg tolkar slutet som "moður sina, Randvi".